# Diarthron vesiculosum
Diarthron vesiculosum är en tibastväxtart som först beskrevs av Fisch. och C. A. Mey., och fick sitt nu gällande namn av Carl Anton von Meyer. Diarthron vesiculosum ingår i släktet Diarthron och familjen tibastväxter. Inga underarter finns listade i Catalogue of Life.